# Trnava (distrito)
O Distrito de Trnava (eslovaco: Okres Trnava) é uma unidade administrativa da Eslováquia Ocidental, situado na Trnava (região), com 127.125 habitantes (em 2001) e uma superficie de 741 km². Sua capital é a cidade de Trnava, que também é a capital de região.

## Demografia
| Ano:        | 1994    | 2004    | 2014    | 2024    |
| ----------- | ------- | ------- | ------- | ------- |
| Broj ljudi: | 126 153 | 126 822 | 129 946 | 132 788 |
| Razlika:    |         | +0,53%  | +2,46%  | +2,18%  |

| Ano:               | 2023    | 2024    |
| ------------------ | ------- | ------- |
| Número de pessoas: | 132 524 | 132 788 |
| Diferença:         |         | +0,19%  |

## Cidades
- Trnava (capital)

## Municipios
| - Biely Kostol - Bíňovce - Bohdanovce nad Trnavou - Boleráz - Borová - Brestovany - Bučany - Buková - Cífer - Dechtice - Dlhá | - Dobrá Voda - Dolná Krupá - Dolné Dubové - Dolné Lovčice - Dolné Orešany - Horná Krupá - Horné Dubové - Horné Orešany - Hrnčiarovce nad Parnou - Jaslovské Bohunice - Kátlovce | - Košolná - Križovany nad Dudváhom - Lošonec - Majcichov - Malženice - Naháč - Opoj - Pavlice - Radošovce - Ružindol - Slovenská Nová Ves | - Smolenice - Suchá nad Parnou - Šelpice - Špačince - Šúrovce - Trstín - Vlčkovce - Voderady - Zavar - Zeleneč - Zvončín |